# Klenderhof

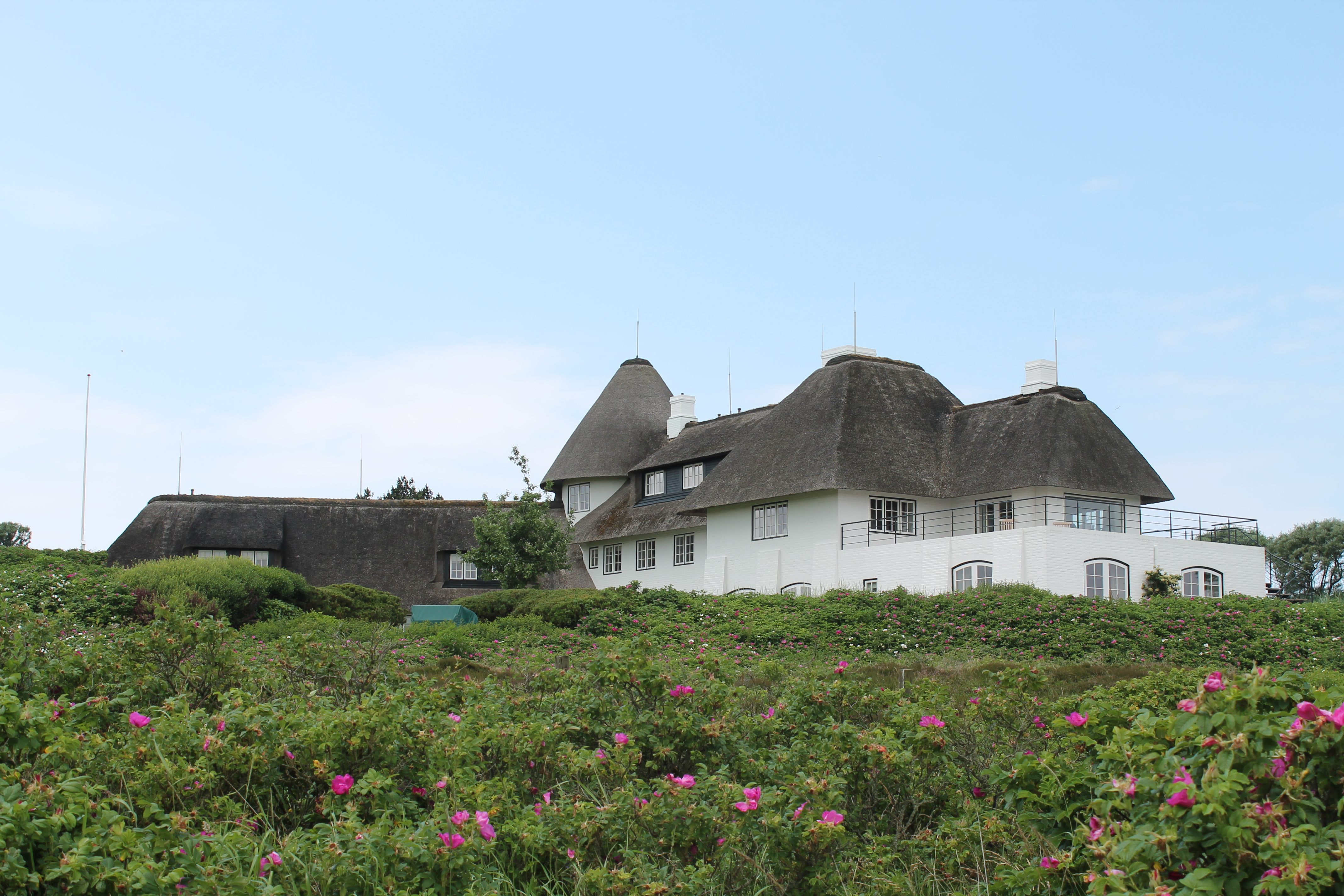
Klenderhof (Nord-Ost-Seite)

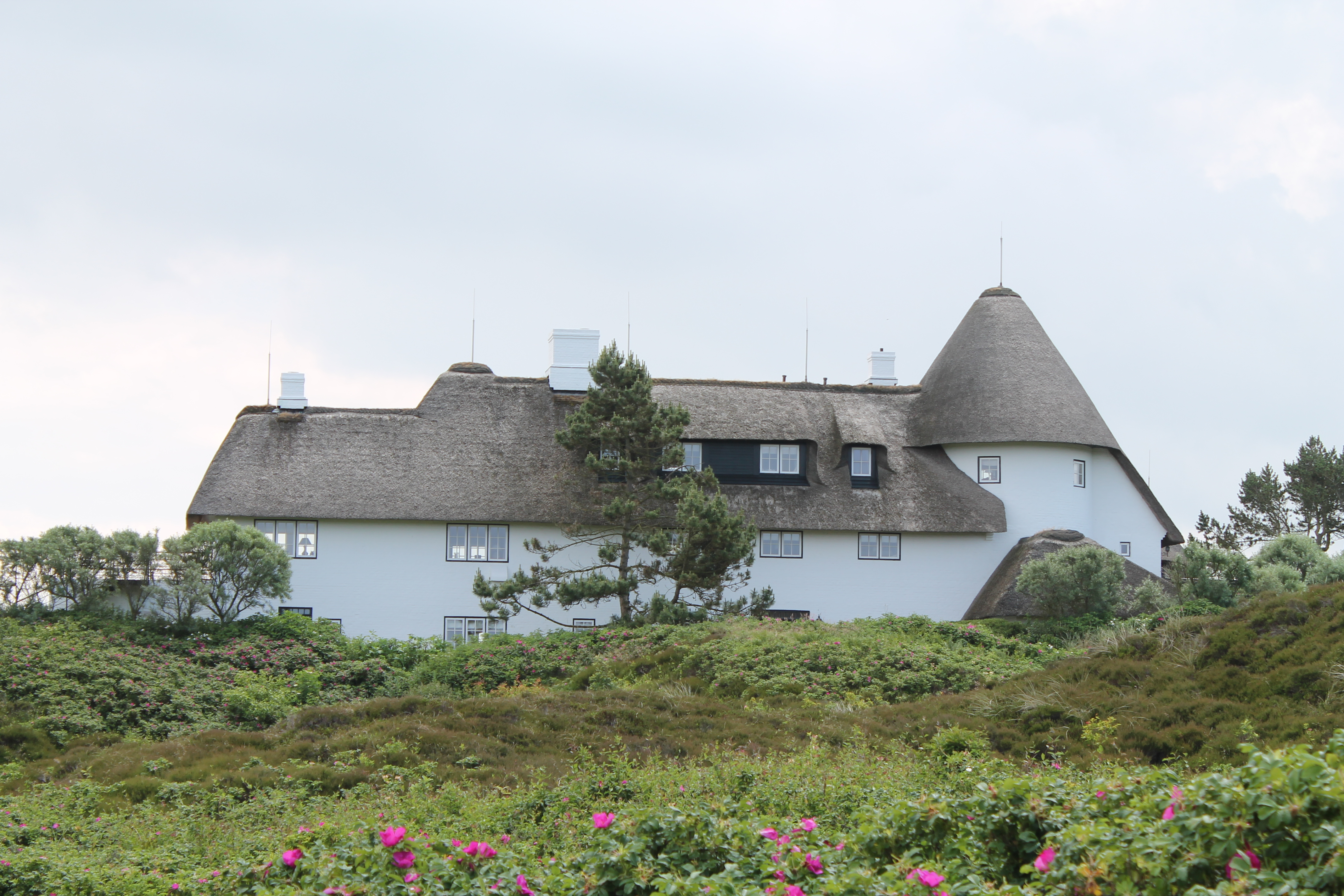
Klenderhof (Westseite)

Der Klenderhof ist ein Anwesen in Kampen, Sylt (Deutschland).

## Geschichte
Geplant wurde der Klenderhof im Jahr 1932 vom Berliner Architekten Otto Firle im Auftrag von Charlotte Baldner (1901–1996), einer Tochter des jüdischen Warenhausbesitzers Leopold Lindemann (1862–1923), der seine 17 Kaufhäuser (Lindemann & Co. AG) an den Karstadt-Konzern verkauft hatte. Den ersten Entwurf hatte Firle auf der Rückseite einer Speisekarte des Kampener Kurhauses skizziert. Die Bauherrin schenkte die Anlage ihrem Mann, dem renommierten Cellisten Max „Bimbo“ Baldner (1887–1946), der mit dem Klingler-Quartett internationale Bekanntheit erlangt hatte. Am 30. Januar 1933, dem Tag der Machtergreifung durch Hitler, war der Rohbau fertig, im Herbst zog die Familie Baldner ein.
Wahrzeichen des reetgedeckten Klenderhofs war der Turm mit dem nur über eine Holzbrücke zu erreichenden Haupteingang und einem runden, bis in die Giebel ragenden Musikzimmer des Hausherrn darüber. Daran schlossen sich im Norden und im Westen zwei mächtige Flügel an, dazwischen ein windgeschützter Innenhof. Da das Gebäude mehr einer Burg als einem Sommerhaus ähnelte, wurde es fortan auf der Insel die Baldner-Burg genannt.
Im Jahr der nationalsozialistischen Machtergreifung hatte Architekt Firle wohl eine düstere Vorahnung, als er sich als Erster ins Gästebuch eintrug:

„Behüte mir dieses Haus, das ich so liebe! Verschlossen sei ihm Niedriges und Leid…“

Einer der ersten Bewunderer des Hauses am Wattenmeer, das die jüdische Kaufhauserbin ihrem musizierenden Mann schenkte, war Nazi-Größe Hermann Göring, der das Anwesen am 31. Juli 1933 inspizierte. Charlotte Baldner bereute es später, ihn hereingelassen zu haben. Der Besucher war aber so begeistert, dass er Firle beauftragte, ihm im Naturschutzgebiet der Ostsee-Halbinsel Darß ein ähnliches Haus als Jagdhütte zu errichten. Dieses Haus brannte 1945 ab. 1937 ließ Göring außerdem auf Sylt das Haus Min Lütten errichten.
In der Folgezeit besuchten viele illustre Gäste den Klenderhof, darunter die Sportfliegerin Margot von Opel, der Dirigent Erich Kleiber und Bankier Hermann Josef Abs, der ins Gästebuch schrieb:

„Sie haben geholfen, neue Freunde für Kampen zu werben.“

1936 wurde Max Baldner aus der Reichskulturkammer (RKK) ausgeschlossen und bekam Berufsverbot. Seine Frau erhielt einen sogenannten Judenstempel in ihren Reisepass. Ihre Kinder wurden der Schule verwiesen. Juden wurde der Aufenthalt auf Sylt verboten und der Klenderhof stand leer und verwaist am Watt.
In der Reichskristallnacht wollten SA-Leute die „Judenburg“, wie sie den Klenderhof nannten, anzünden. Couragiertes Eintreten Sylter Bürger und Gäste verhinderte die Brandstiftung im letzten Moment.
Im Krieg wurde Baldner aufgefordert, sich von seiner Frau zu trennen, damit er wieder auftreten könne. Der Cellist lehnte jedoch ab und wurde in ein Arbeitslager der Leuna Werke bei Halle eingewiesen, das er als schwer kranker Mann verließ. Er verstarb 1946 im Alter von 59 Jahren.
Am Ende des Krieges wurden Flüchtlinge aus Ostpreußen mit Sonderzügen auf die Insel gebracht und in der seit Jahren leerstehenden Baldner-Burg einquartiert.
Nach der Befreiung vom Nationalsozialismus konnte die inzwischen verwitwete Charlotte Baldner ihren Besitz wieder übernehmen. Sie vermietete das Anwesen zunächst an den Verlag der Wochenzeitung Die Zeit. Hausverwalter war der Schriftsteller Ernst von Salomon, der mit seinem Buch Der Fragebogen den ersten Bestseller der Nachkriegszeit schrieb. Den Roman in Form einer Autobiografie hatte er in Kampen konzipiert.
Nach der Währungsreform leitete Charlotte Baldner das Haus wieder in eigener Regie und nahm zahlende Gäste, wie die Underbergs, Bertha Krupp von Bohlen und Halbach und Ernst Rowohlt auf. Gegessen wurde an einer gemeinsamen Tafel.
Ende der 1950er Jahre kaufte Axel Springer den Klenderhof von Charlotte Baldner. Er ließ das Haus modernisieren und richtete eine Tagungsstätte für Verlagskonferenzen ein. Diese wurde auch zur geselligen Begegnung zwischen Politikern, Wirtschaftlern, Künstlern und Publizisten seiner Blätter genutzt.
Am 5. August 1973 stand der Klenderhof in Flammen. Unbekannte Täter hatten Brandsätze im Reetdach und im Innern entzündet. Die Zeitschrift Stern hatte drei Tage zuvor vermeldet, dass der ehemalige Bundesfinanzminister Karl Schiller in Springers Gästehaus abgestiegen sei. Menschen waren nicht zu Schaden gekommen, wertvolle Möbel und Bücher konnten vor den Flammen gerettet werden. Die Täter, die man im Umfeld der damals aktuellen Anti-Springer-Kampagne vermutete, wurden nie gefunden. Springer ließ den Klenderhof in seiner alten Form wieder aufbauen. Nach seinem Tod verkaufte seine Witwe Friede Springer den Klenderhof an die Schweizer Familie Theler und den Münchner Architekten Victor Erdmann, der in jedem Sommer zu rauschenden Partys einlud.

## Ein Herz für Kinder
Im Klenderhof nahm auch eine der erfolgreichsten deutschen Wohltätigkeitsaktionen ihren Anfang: Axel Springer hörte 1977 in der Küche im Radio, dass in Deutschland jährlich fast 1.500 Kinder bei Verkehrsunfällen ums Leben kommen. Wenig später startete die Bild-Zeitung eine Kampagne unter dem Motto „Ein Herz für Kinder“, bei der bis heute fast 150 Millionen Euro an Spenden zusammen kamen.

## Persönlichkeiten (Gäste)
- Hermann Josef Abs (1901–1994), Bankier und Vorstandssprecher der Deutschen Bank AG
- Willy Brandt (1913–1992), Regierender Bürgermeister von West-Berlin und Bundeskanzler der Bundesrepublik Deutschland
- Käthe Dorsch (1890–1957), Schauspielerin
- Willi Forst (1903–1980), österreichischer Schauspieler, Regisseur und Sänger
- Wilhelm Furtwängler (1886–1954), Dirigent und Komponist
- Valeska Gert (1892–1978), Tänzerin, Kabarettistin und Schauspielerin
- Hermann Göring (1893–1946), nationalsozialistischer Politiker. Ab Mai 1935 war er Oberbefehlshaber der deutschen Luftwaffe
- Kalanag (1903–1963), Zauberkünstler
- Erich Kleiber (1890–1956), Dirigent
- Bertha Krupp von Bohlen und Halbach (1886–1957), wichtiges Mitglied der Industriellenfamilie Krupp
- Rolf Liebermann (1910–1999), Schweizer Komponist und Intendant
- Fritz von Opel (1899–1971), Industrieller, Raketenpionier und Motorsportler aus der Familie Opel
- Margot von Opel (1898–1993), Sportfliegerin
- Will Quadflieg (1914–2003), Theater-, Film- und Fernsehschauspieler
- Ernst Rowohlt (1887–1960), Verleger
- Ernst von Salomon (1902–1972), Schriftsteller
- Karl Schiller (1911–1994), Bundesfinanzminister
- Wolfgang Schneiderhan (1915–2002), österreichischer Violinvirtuose sowie Konzertmeister der Wiener Philharmoniker und der Wiener Symphoniker
- Hans Schmidt-Isserstedt (1900–1973), Dirigent
- Otto Warburg (1883–1970), Arzt, Physiologe und Nobelpreisträger
- Antje Weissgerber (1922–2004), Bühnen- und Filmschauspielerin
- Mathias Wieman (1902–1969), Theater- und Filmschauspieler
- Hans Zehrer (1899–1966), Journalist und Schriftsteller